# Hochstift

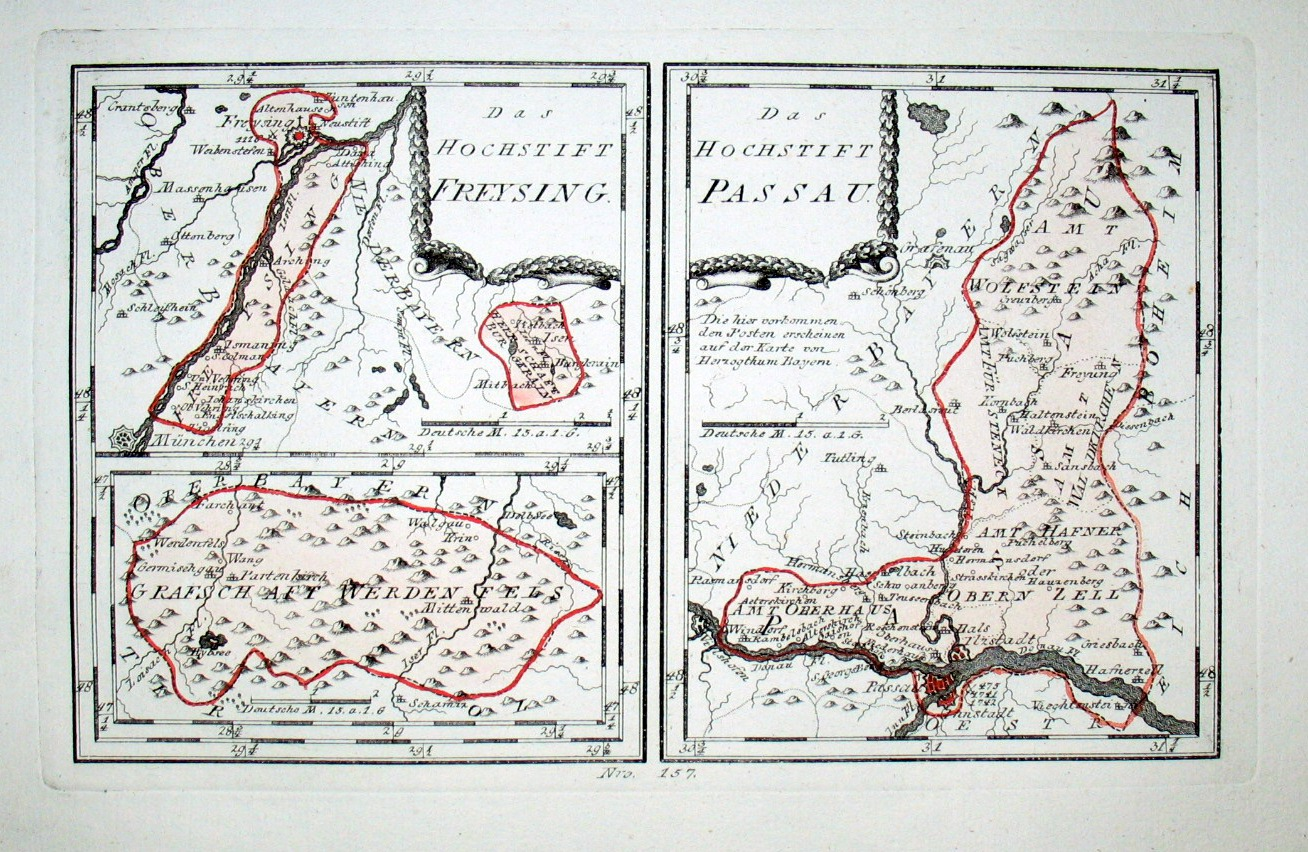
Bản đồ hai lãnh địa của thân vương giám mục (Hochstifte) vào cuối thế kỷ 18.

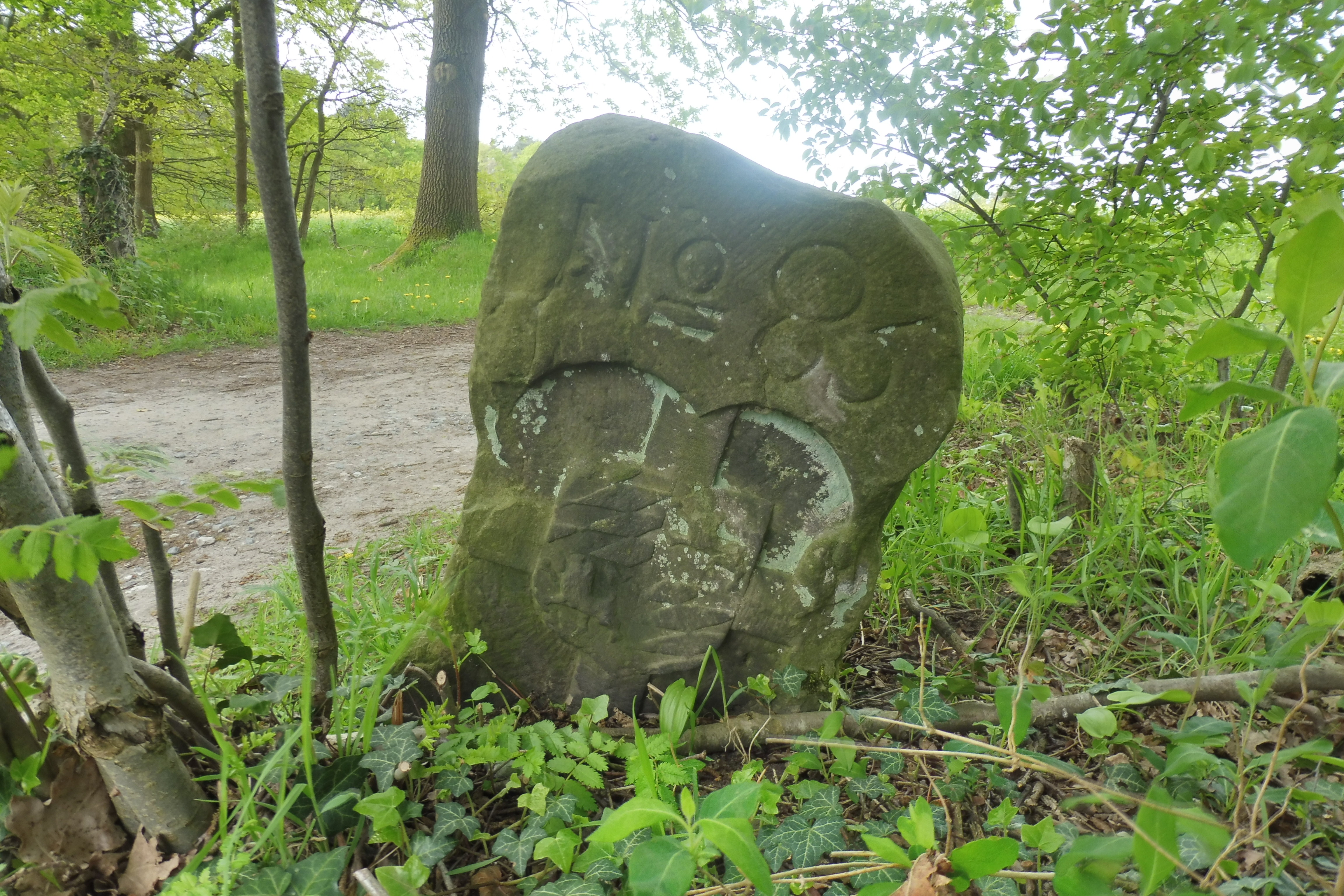
Mốc đá cũ phân định lãnh thổ tương ứng của Giáo phận vương quyền Paderborn và Bá quốc Rietberg.

Trong Đế quốc La Mã Thần thánh, thuật ngữ tiếng Đức (das) Hochstift (số nhiều: (die) Hochstifte), được dùng để chỉ vùng lãnh địa được cai trị bởi một giám mục hoặc viện phụ với tư cách là một thân vương thế tục (tức là thân vương giám mục), thay vì nói đến giáo phận hoặc lãnh thổ cai quản mục vụ tương đương của vị này, thường là rộng lớn hơn nhiều và là nơi vị giám mục chỉ đơn thuần thực hiện thần quyền. Tương tự, các thuật ngữ Erzstift và Kurerzstift được sử dụng tương ứng đối với lãnh địa được cai trị bởi một thân vương tổng giám mục và lãnh địa được cai trị bởi một tuyển hầu tổng giám mục; trong khi thuật ngữ Stift được dùng để chỉ một lãnh địa được cai trị bởi một thân vương đồng thời là viện phụ hoặc viện mẫu, còn gọi là thân vương viện phụ hoặc thân vương viện mẫu. Stift cũng thường được dùng để chỉ chung cho bất kỳ loại lãnh địa thân vương giám mục nào.
Các lãnh địa Hochstift được hình thành hầu hết vào thời Trung Cổ, thông qua sự quyên tặng cho giáo hội của quốc vương / hoàng đế, của các lãnh chúa địa phương hoặc thông qua mua bán lãnh địa. Nó thường hình thành từ các phần lãnh địa không liền nhau, một số có thể nằm bên ngoài giáo phận cai quản của giám mục. Trong khi một giáo phận là một cơ quan tài phán lãnh thổ thần quyền, một Hochstift là một cơ quan tài phán lãnh thổ thế tục, một thái ấp do Hoàng đế La Mã Thần thánh tạo ra và ban cho. Nó thực hiện một chức năng kép, vừa thần quyền vừa thế quyền, do đó các thân vương giám mục phải tuân theo hai cơ sở pháp lý và hai khu vực tài phán khác nhau. Mối quan hệ giữa hai chức năng này về sau được điều chỉnh một phần bởi Thỏa ước Worms năm 1122.
Các thân vương giám mục, bên cạnh các quyền lực giáo hội, cũng đồng thời thực thi các quyền lực của quý tộc cấp cao của đế quốc; là nắm giữ quyền cai trị công quốc của mình như bất kỳ thân vương thế tục nào, như một công tước hoặc một hầu tước. Ông ta cũng đồng thời có một ghế, cùng với quyền bỏ phiếu tại Nghị viện Đế quốc (Reichstag).
Vào lúc cao điểm, có khoảng 40 giáo phận vương quyền vào cuối thời Trung cổ. Đến cuối thế kỷ 18, số lượng Hochstifte đã giảm xuống còn 26. Tất cả chúng đều bị thế tục hóa và vùng lãnh địa bị các quốc gia thế tục sát nhập vào thời điểm Đế chế La Mã Thần thánh bị giải thể vào năm 1806.

## Từ nguyên

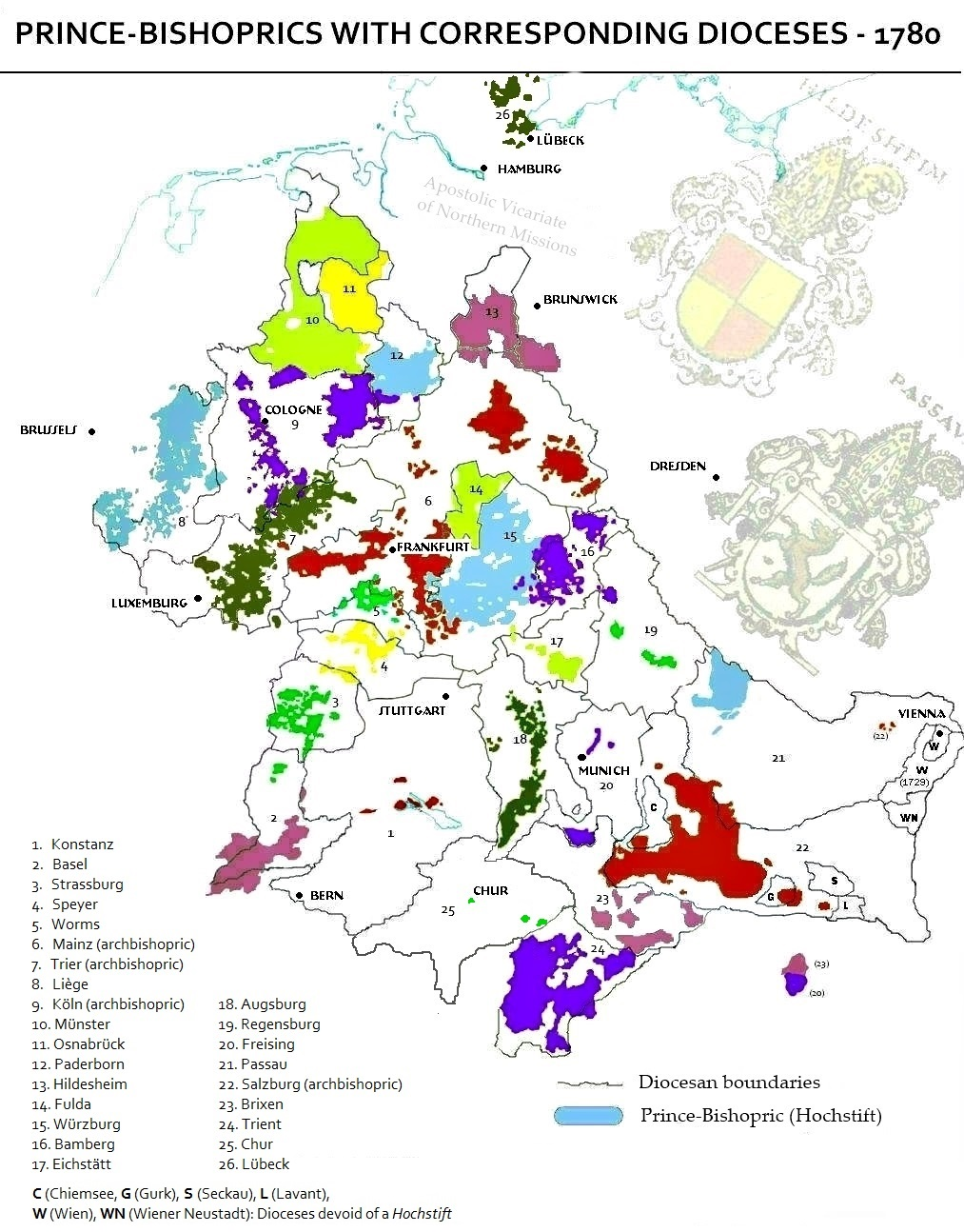
Hochstifte và các giáo phận vào cuối thế kỷ 18

Thuật ngữ das Stift [số nhiều: die Stifte hoặc, ở một số vùng, die Stifter] / het sticht [trong tiếng Hà Lan] (nghĩa đen là "quyên tặng"), nghĩa gốc biểu thị một loại lợi tức từ bất động sản được tặng, hoặc đã được mua lại và chuyển quyền sở hữu cho một trường giáo dục cao đẳng và giáo hội liên quan (Stiftskirche, hay cao đẳng giáo hội).
Hochstift là một từ ghép của thuật ngữ Stift với từ hoch ("tôn quý"), được sử dụng cho một lãnh địa của thân vương giám mục, mang nghĩa đen là "sự quyên tặng lợi tức lãnh địa cho giáo hội tôn quý". Tương tự, thuật ngữ Erzstift, vốn có từ ghép Erz… ("Tổng…"), sẽ tương ứng cho một lãnh địa của thân vương tổng giám mục. Đối với ba lãnh địa tuyển đế hầu Köln (Kurköln), Mainz (Kurmainz) và Trier (Kurtrier), đồng thời là tổng giáo phận, thuật ngữ tương ứng sẽ là Kurerzstift (Lãnh địa của tuyển đế hầu tổng giám mục).

## Danh sách các Erz- và Hochstiften
- Erzstift Bremen – Erzstift Köln – Erzstift Magdeburg – Erzstift Mainz – Erzstift Salzburg – Erzstift Trier

- Hochstift Augsburg – Hochstift Bamberg – Hochstift Basel – Hochstift Brandenburg – Hochstift Cambrai – Hochstift Eichstätt – Hochstift Freising – Hochstift Fulda – Hochstift Halberstadt – Hochstift Hildesheim – Hochstift Konstanz – Hochstift Lübeck – Hochstift Lüttich – Hochstift Meißen – Hochstift Metz – Hochstift Minden – Hochstift Münster – Hochstift Osnabrück – Hochstift Paderborn – Hochstift Passau – Hochstift Regensburg – Hochstift Speyer – Hochstift Straßburg – Hochstift Utrecht – Hochstift Verden – Hochstift Worms – Hochstift Würzburg